# Transports en Arménie

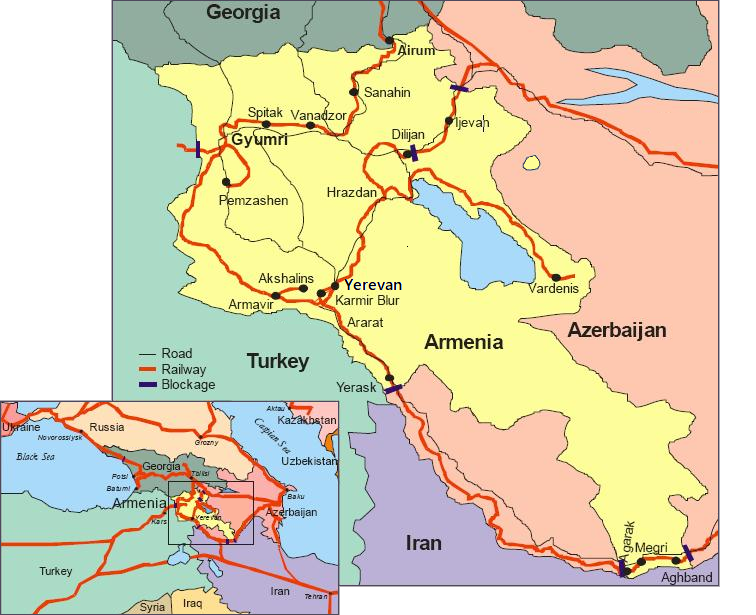
Réseau ferré de l'Arménie.

Les transports en Arménie reposent sur des infrastructures ferroviaires, routières et aéroportuaires. Le pays n'ayant pas accès à la mer, il ne dispose pas d'infrastructures maritimes. Ses cours d'eau ne sont en outre pas navigables.
Les capacités de transport du pays sont limitées en raison du blocus imposé depuis 1989 par l'Azerbaïdjan, imité par la Turquie, en conséquence de la guerre du Haut-Karabagh.

## Chemins de fer

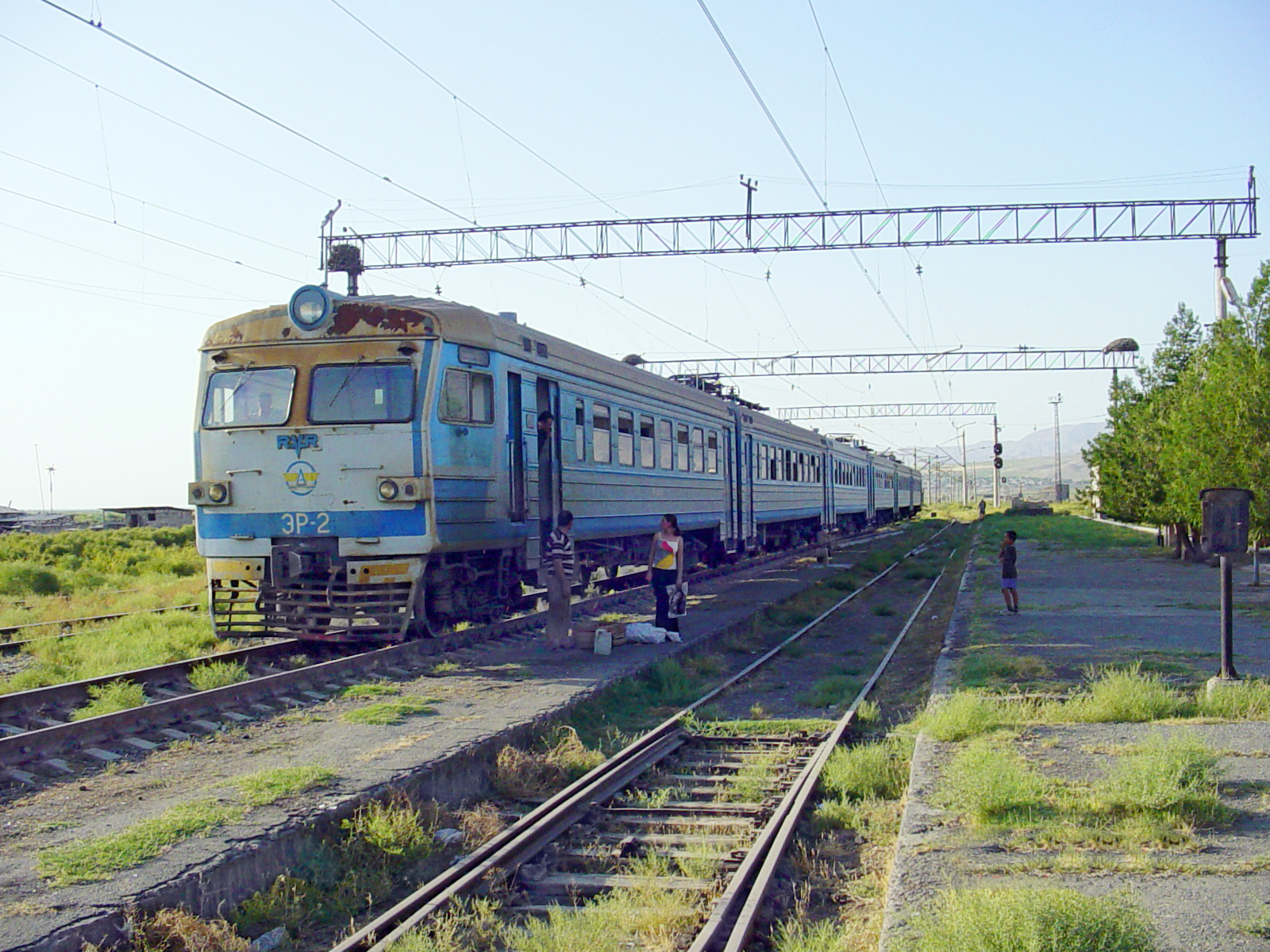
Train à l'arrêt à la frontière azerbaïdjanaise.

Le réseau ferroviaire arménien s'étend en 2006 sur 731,9 km. La même année, le fret ferroviaire se monte à 2 719 600 t ; le nombre de passagers transportés est quant à lui de 700 000. Depuis 2007, le réseau est géré en concession par les Chemins de fer du Caucase du sud, une filiale de la Compagnie des chemins de fer russes, pour une durée de trente ans.
La première ligne de chemin de fer a été construite sous l'empire russe (début des travaux en 1895) et a relié Tbilissi à Gyumri, avant d'être prolongée jusque Erevan en 1902.
L'écartement des rails est de 1 520 mm et les lignes sont électrifiées à 3 kV DC.

### Métro

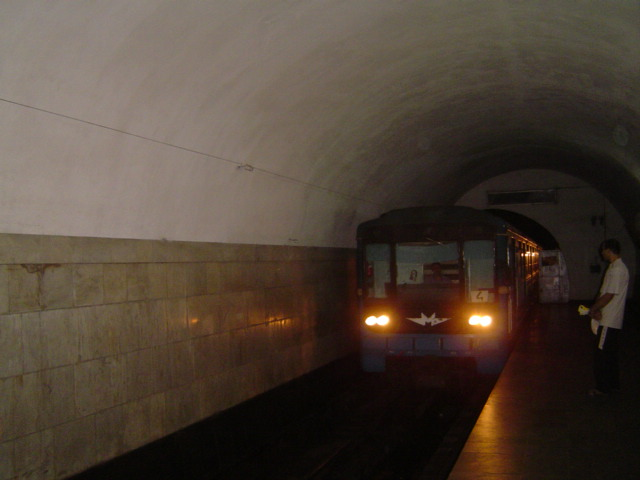
Métro d'Erevan.

Le seul métro d'Arménie est celui d'Erevan, la capitale. Il ne compte actuellement qu'une ligne (une seconde est en projet) desservant dix stations et traversant la ville du nord au sud. En 2006, il couvre 12,1 km et a transporté 15 400 000 passagers.

## Routes
Le réseau routier arménien couvre en 2006 7 504 km, dont 5 089 km sont asphaltés. 5 730 400 tonnes de marchandises ont été transportées par transport routier cette même année.
Depuis son indépendance, l'Arménie développe son réseau routier interieur.
Le « Programme d'investissement dans le corridor routier Nord-Sud » est un projet d'infrastructure majeur qui vise à relier la frontière sud de l'Arménie (frontière entre l'Arménie et la Géorgie) avec sa frontière nord (frontière entre l'Arménie et l'Iran) au moyen d'une autoroute (Meghri-Kapan-Goris-Erevan-Ashtarak-Gumri-Bavra) longue de 556 km. 
Il s'agit d'un projet d'infrastructure majeur de 1,5 milliard de dollars financé par la Banque asiatique de développement, la Banque européenne d'investissement et la Banque eurasiatique de développement. 
Toutefois, le conflit entre l'Arménie et l'Azerbaïdjan complique la situation.
Une fois achevée, l'autoroute permettra d'accéder aux pays européens via la mer Noire.
Il pourrait aussi éventuellement interconnecter les ports géorgiens de la mer Noire avec les principaux ports iraniens, positionnant ainsi l'Arménie dans un couloir de transport stratégique entre l'Europe et l'Asie,,.
L'Arménie a sollicité de nouveaux prêts auprès de la Chine dans le cadre de la Nouvelle route de la soie pour achever l'autoroute nord-sud.
L'Arménie est reliée au réseau routier européen par les routes : E117, E691, E001 et E60. 
L'Arménie est aussi reliée au réseau routier asiatique par les routes AH81, AH82 et AH83.

## Aéroports

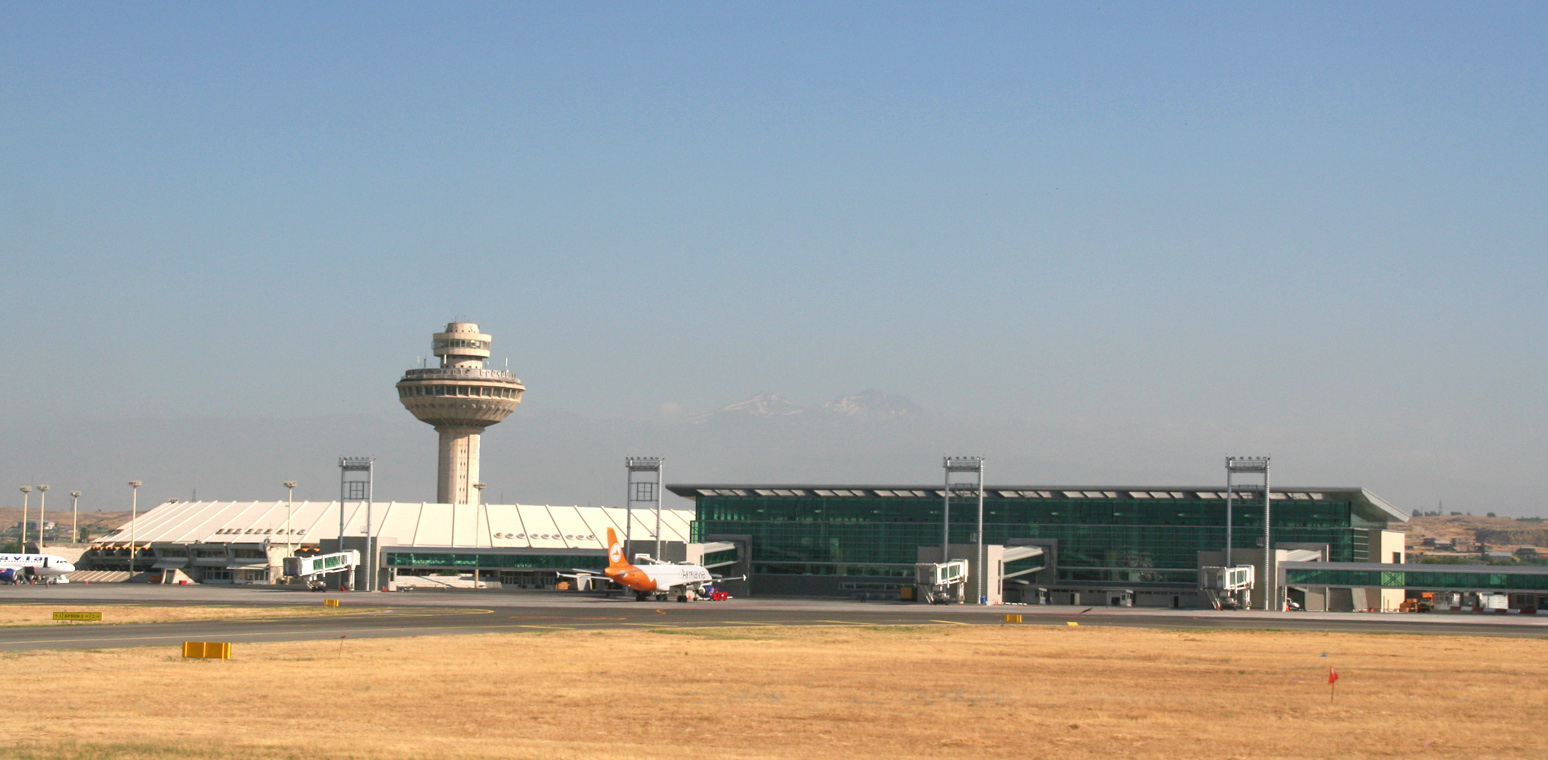
Aéroport international de Zvartnots.

En 2010, l'Arménie compte 11 aéroports dont le principal est l'aéroport international Zvartnots d'Erevan, suivi par l'aéroport international Shirak de Gyumri. 9 300 t de marchandises ont été transportées par ces aéroports en 2006 ; le nombre de passagers transportés est quant à lui de 1 200 000 pour la même année.
La principale compagnie aérienne arménienne est Armavia.

## Conduite
L'Arménie compte un gazoduc de 2 036 km.